# Kanton Valbonnais
Kanton Valbonnais (fr. Canton de Valbonnais) je francouzský kanton v departementu Isère v regionu Rhône-Alpes. Skládá se z 10 obcí.

## Obce kantonu
- Chantelouve
- Entraigues
- Lavaldens
- La Morte
- Oris-en-Rattier
- Le Périer
- Siévoz
- Valbonnais
- La Valette
- Valjouffrey